# Руксолітиніб
Руксолітиніб (англ. Ruxolitinib, лат. Ruxolitinibum) — синтетичний лікарський препарат, який належить до групи інгібіторів янускіназ, та застосовується перорально. Руксолітиніб розроблений компанією «Incyte Corp», та випускається цією компанією під торговою маркою «Джакафі» у США, за межами США випуск та маркетинг препарату проводить компанія «Novartis» під торговою назвою «Джакаві».

## Фармакологічні властивості
Руксолітиніб — синтетичний лікарський засіб, який належить до групи інгібіторів янускіназ. Механізм дії препарату полягає в інгібуванні ферментів янускінази-1 та янускінази-2. Ці два ферменти активують транспортери сигналу та активатори транскрипції, які активують експресію гену, та беруть участь у реакціях запалення, імунної відповіді та кровотворення. При мієлопроліферативних хворобах спостерігається порушення регуляції сигналів, які часто спричинені мутаціями янускіназ. Руксолітиніб спричинює інгібування передачі по патологічному шляху сигналів від мутованих ферментів, а також інгібує проліферацію цитокінзалежних пухлинних клітин та цитокініндуковане фосфорилювання патологічних білків пухлинних клітин, що призводить до загибелі пухлинних клітин. При застосуванні руксолітинібу спостерігається зменшення в розмірах селезінки, зменшення вираженості симптомів хвороби, зокрема свербежу, швидкої втомлюваності та підвищеної нічної пітливості, а також збільшення тривалості життя. Препарат застосовується для лікування мієлофіброзу та справжньої поліцитемії, причому з більшою ефективністю порівняно зі стандартними схемами лікування цих захворювань, а також при помірній кількості побічних ефектів.

### Фармакокінетика
Руксолітиніб швидко та добре всмоктується після перорального застосування, біодоступність препарату становить 95 %. Максимальна концентрація препарату в крові досягається протягом 1 години після прийому препарату. Руксолітиніб добре (на 97 %) зв'язується з білками плазми крові. Препарат не проходить через гематоенцефалічний бар'єр, проходить через плацентарний бар'єр, даних за виділення в грудне молоко людини немає. Руксолітиніб метаболізується у печінці. Виводиться препарат переважно із сечею у вигляді метаболітів, близько 22 % препарату виводиться з калом. Період напіввиведення руксолітинібу становить 3 години, цей час може збільшуватися у хворих із порушенням функції печінки або нирок.

## Показання до застосування
Руксолітиніб застосовують при справжній поліцитемії та мієлофіброзі, як первинному, так і вторинному, спричиненим справжньою поліцитемією або есенціальною тромбоцитемією.

## Побічна дія
При застосуванні руксолітинібу найчастішими побічними ефектами є анемія та тромбоцитопенія, які, втім, рідко спричинюють відміну препарату. Іншими поширеними побічними явищами при застосуванні препарату є:
- Алергічні реакції та з боку шкірних покривів — підшкірні крововиливи.
- З боку травної системи — метеоризм, запор, шлунково-кишкова кровотеча.
- З боку нервової системи — головний біль, запаморочення.
- Інфекційні ускладнення — інфекції сечовивідних шляхів, оперізуючий герпес, пневмонія, сепсис, туберкульоз.
- Зміни в лабораторних аналізах — підвищення рівня активності ферментів печінки, нейтропенія, підвищення рівня холестерину в крові.

## Протипокази
Руксолітиніб протипоказаний при підвищеній чутливості до препарату, при вагітності та годуванні грудьми, особам віком до 18 років.

## Форми випуску
Руксолітиніб випускається у вигляді таблеток по 0,005; 0,01; 0,015, 0,02 та 0,025 г.

## Експериментальне застосування при коронавірусній хворобі 2019
У березні 2020 року повідомлено, що руксолітиніб включений до клінічного дослідження щодо можливості застосування препарату для лікування коронавірусної хвороби 2019. Ймовірна ефективність руксолітинібу при коронавірусній хворобі спричинена зниженням кількості цитокінів при його застосуванні, що може запобігти виникненню цитокінового шторму.